# Bentheogennema stephenseni
Bentheogennema stephenseni är en kräftdjursart som beskrevs av Martin D. Burkenroad 1940. Bentheogennema stephenseni ingår i släktet Bentheogennema och familjen Benthesicymidae. Inga underarter finns listade i Catalogue of Life.